# 任時完
任時完（韩语：／ Im Si-wan */?，1988年12月1日—），本名任雄宰（／ Im Wung-jae ?），韓國歌手、演員、男子音樂團體ZE:A成員。2010年於《音樂銀行》正式出道，2015年因電視劇《未生》而備受關注，之後因作品角色的多變與融入、自在遊走於善惡之間，讓其演技有「愛豆轉型演員的教科書」評價。

## 藝名涵義
於ZE:A的男團時期，任時完的形象被團員認為宛如天鵝般，便將英文名字取為「SWAN」。爾後將SWAN音譯成「時完」，並賦予期許自己「時間·完美」之意義。他不僅非常喜歡這個名字，也把至今的努力與成就歸功於此，曾在Marie Claire Korea 2024 BIFF（釜山國際影展）特刊採訪中提到：
當演員與觀眾之間形成強烈的共鳴時，會感受到最大的喜悅；在演技被賦予生命力的那一瞬間，我才好像存在於「完美的時間」裡。

## 成長經歷
任時完出生於韓國釜山，家中成員有父母與姐姐，父親經營工程相關的中小企業，母親是家管。畢業於鶴鎭初等學校、嚴弓中學以及九悳高等學校，從小就擁有優異的成績並持續擔任班長。
2007年，大學聯考以450分（滿分500分）考入釜山大學（釜山第一國立大學），就讀機械工學系。隔年偶然參加唱歌比賽《親親歌謠節》，當時演唱的歌曲為金煙雨的《愛你那句平凡的話》，被企劃公司挑中成為旗下練習生，讀完大一後退學，專心投入演藝工作。
練習生時期曾客串出演UIE的樂天燒酒廣告，同時邊就讀東亞廣播藝術大學表演藝術系，但因沒能準時出席學校課程而遭退學。2012年進入又松資訊大學就讀應用音樂系，順利拿到專業學士學位，並被該校任命爲宣傳大使。

## 演藝生涯

### 2009至2012年：歌手出道，以電視劇《擁抱太陽的月亮》開始受矚目
- 2009年，任時完參與Mnet實境節目《帝國之子第一季》並於2010年1月15日作為男子團體組合ZE:A帝國之子一員出道。隨後與華納音樂以及索尼音樂簽約，並舉行亞洲推廣活動，以臺灣為開始，全面進軍亞洲市場。[24]
- 2012年初，以個人身分首次踏足影視圈出演MBC電視劇《擁抱太陽的月亮》，以許炎一角為之一亮[25]。接著出演KBS連續劇《赤道的男人》，飾演男主角少年時期[26]，並以MBC日日情境喜劇《Stand By》獲得MBC演藝大賞情境喜劇部門男新人獎[27]。

### 2013至2017年：《正義辯護人》、《未生》定位為演員

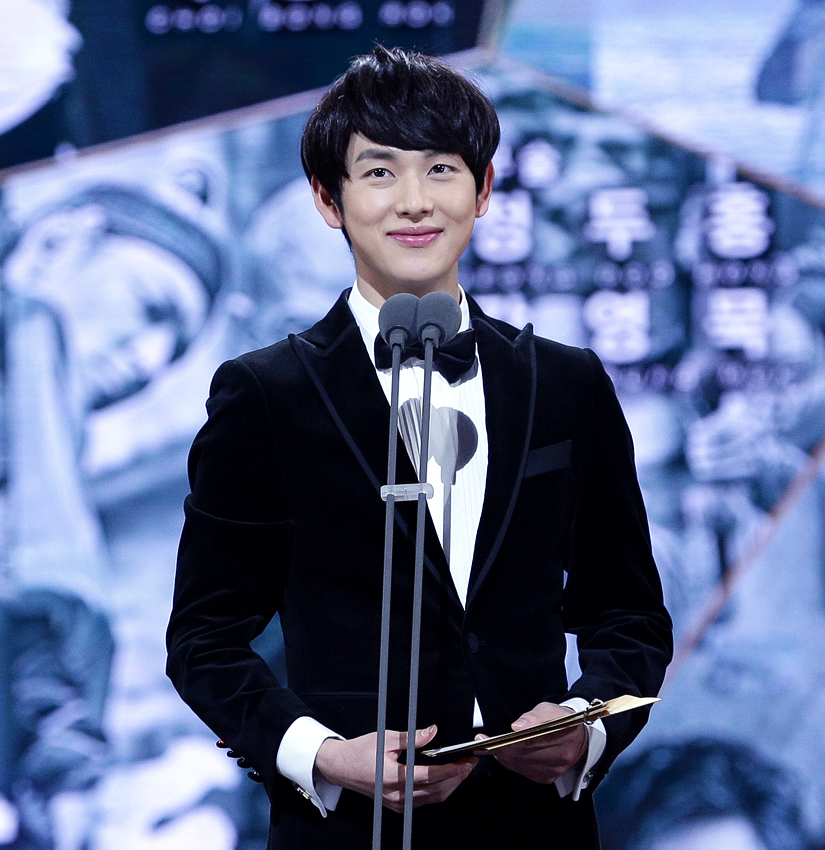
任時完2014年出席青龍電影獎並以《正義辯護人》獲得人氣明星獎

- 2013年初，與演員宋昌義及歌手曹成模共同出演音樂劇《約瑟夫的神奇彩衣》，飾演主角約瑟夫[28]。其後在片長約10分鐘的微電影《未生：Prequel》擔任男主角張克萊[29]，接著與BoA、崔丹尼爾、金智媛共同出演KBS 2TV短篇電視劇《期待戀愛》[30]。
同年底出演電影處女作《正義辯護人》，飾演被無辜捲入政治事件而遭嚴刑拷打的大學生朴鎮宇[31]，首部大螢幕作品便榮登「千萬演員」的寶座[32]，也憑藉此角色於2014年榮獲青龍電影獎的人氣明星獎[33]、第3屆Marie Claire電影節新人獎[34]以及MAX MOVIE最佳電影賞新人獎[35]。
- 2014年初，與少女時代的珊妮共同為動畫《里約大冒險2》的主角阿藍及珠兒配音[36]，接著在MBC電視劇《Triangle》飾演三兄弟中的老么[37]，並獲得第33屆MBC演技大賞男新人獎。
隨後接演tvN八週年特別企劃劇《未生》，飾演菜鳥合同工的男主角張克萊，播出後引起廣大職場人的共鳴[38]，亦引起韓國總統促進非正式員工的待遇改善，傳媒稱之為「張克萊法」[39]。任時完憑藉此角色奪下第9屆Cable TV放送大賞最佳演技獎[40]以及第51屆百想藝術大賞電視部門男子新人演技獎[41]。
- 2015年3月起展開首場個人亞洲巡迴粉絲見面會，以東京為起點，先後在首爾、香港、廣州、臺灣以及上海等地舉辦七場粉絲見面會[42]。5月接拍電影《記憶中的美好歌聲》，飾演片中主角韓相烈[43]，同年參與多益國際英語考試（TOEIC）獲得820分（滿分990分）[44][45]。
- 2017年5月，所拍攝的電影《不汗黨：壞傢伙們的世界》於第70屆坎城影展午夜單元進行首映，任時完是第一位踏上坎城影展的演技偶像，與薛耿求、田慧振、金熙元一同出席紅毯。[46]

### 入伍：2017至2019年
任時完於2017年7月11日進入京畿道楊州市陸軍第25師團服兵役，在軍事基礎訓練獲得高分，獲選拔為助教，不久又被選為榮譽的特級戰士，並且在70週年國軍之日紀念儀式上擔任主持人。後因政策改變縮短役期，於2019年3月27日結束為期20個月的服役。

### 2019至2023年：演員、綜藝、歌手的多重活動

任時完於2020電視劇《Run On》飾演短跑國手奇善謙

- 2019年3月27日退伍當天正式開通Instagram帳號，此後沒多久就確定回歸出演OCN驚悚恐怖劇《他人即地獄》，飾演尹鍾宇一角[48]。
- 2020年出演JTBC愛情成長劇《Run On》[49]，飾演短跑國家代表選手奇善謙，在即使相同的語言卻難以溝通的年代為觀眾帶來溫暖[50]，並填詞演唱主題曲〈我和你／나 그리고 너〉。
- 2021年初，成為tvN綜藝《帶輪子的家2》的固定主持人班底[51]。7月，參演的電影《非常宣言》入圍第74屆坎城影展非競賽片暨全球首映，與宋康昊、李炳憲及韓在林導演踏上紅毯，這也是他繼《不汗黨：壞傢伙們的世界》後第二次參加坎城影展[52]。年底，韓國電影振興委員會（朝鲜语：영화진흥위원회）（KOFIC）推動國際宣傳計畫「Korean Actors 200」，選出了電影界具代表性演員，任時完也名列其中，其敘述是[53][54][55]：|  | 任時完所做的一切都是一次飛躍。他以正直的形象、溫柔的魅力、寬廣的演技在螢幕上獨佔鰲頭。 |

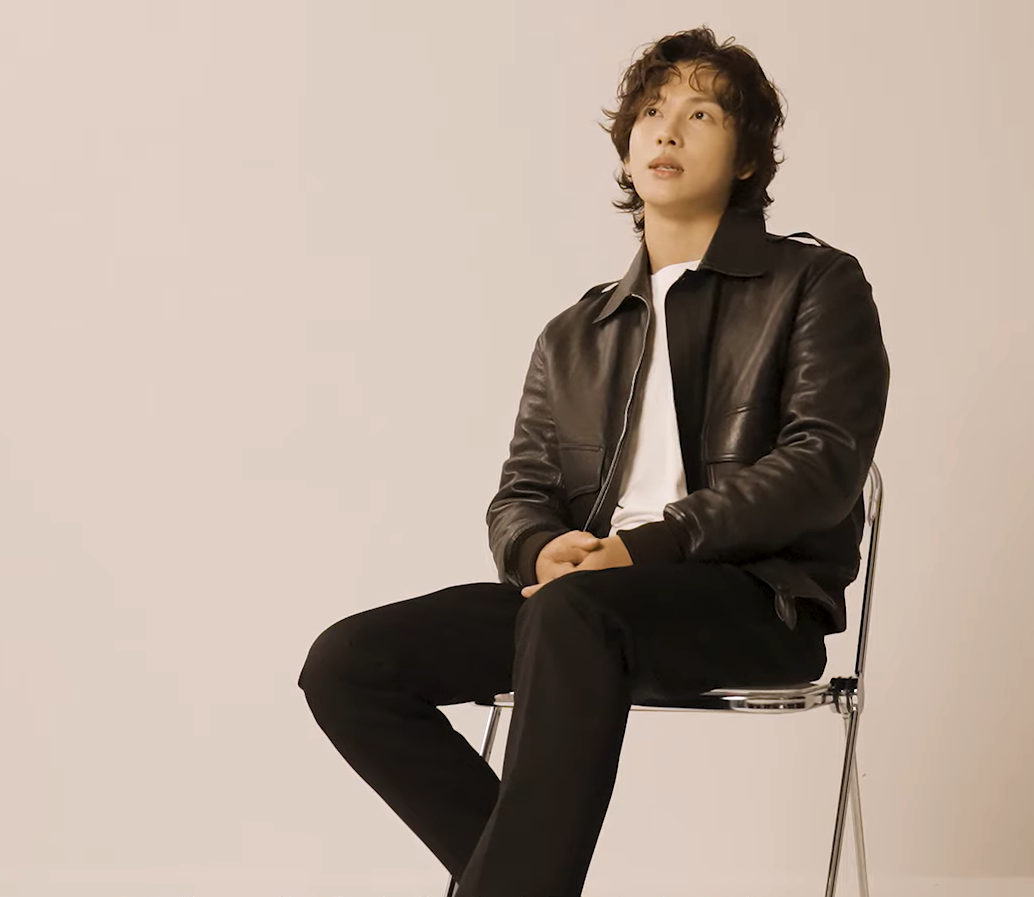
任時完2022釜山國際電影節官方訪問《我的光榮時刻》

- 2022年主演稅務調查劇《Tracer》[56]，飾演毒舌的國稅廳調查員黃東柱，並填詞演唱主題曲《Fire》，憑此劇獲得第58屆百想藝術大賞視帝、以及年底各項大獎的最佳男主角提名。同年8月在電影《非常宣言》中飾演變態劫機犯[57]，獲得了第31屆釜日電影獎最佳男配角獎，以及第43屆青龍電影獎、第59屆百想藝術大賞等最佳男配角的提名；11月主演逃離都市、治癒身心的電視劇《夏日大罷工》。
- 2023年2月先後在日本[58]及韓國首爾[59]舉辦《WHY I AM》粉絲見面演唱會。電影《原本以為只是手機掉了》於2月17日上線Netflix[60]，因飾演令人不寒而慄的斯文敗類，反派演技獲得了第32屆釜日電影獎最佳男主角獎、男子年度明星獎的提名[61]；《1947波士顿》則於9月27日上映，任時完透露為了符合角色第一次瘦到了體脂肪率6%的自我極限[62]，此片獲得第59屆大鐘賞最佳男主角的提名。11月24日電視劇《少年時代》上線Coupang Play[63]，劇集帶來平台總觀看量高達2914%的熱潮，也拿下12月份綜合演員品牌評價榜第一名[64][65]，並獲得隔年第60屆百想藝術大賞男子最優秀演技賞的提名與第3屆青龍系列大獎的視帝獎座[66][67]。

### 2024年至今：備受期待
- 2024年初，被權威電影雜誌Cine21評選為本年度備受矚目的男演員第一名[68]。3月宣布全球首尊蠟像進駐香港杜莎夫人蠟像館[69]並於6月5日先在首爾舉行揭幕活動，以2021年參加第74屆坎城影展的服裝為造型，被稱讚是同步率最高的作品[70]。此外，韓國著名媒體Star News迎來二十週年之際，委託蓋洛普韓國調查19歲至69歲的國人「近十年間印象深刻的電視劇／電影角色」，《未生》的「張克萊」以13%的支持率獲得第四名，對任時完而言更別具意義[71]。

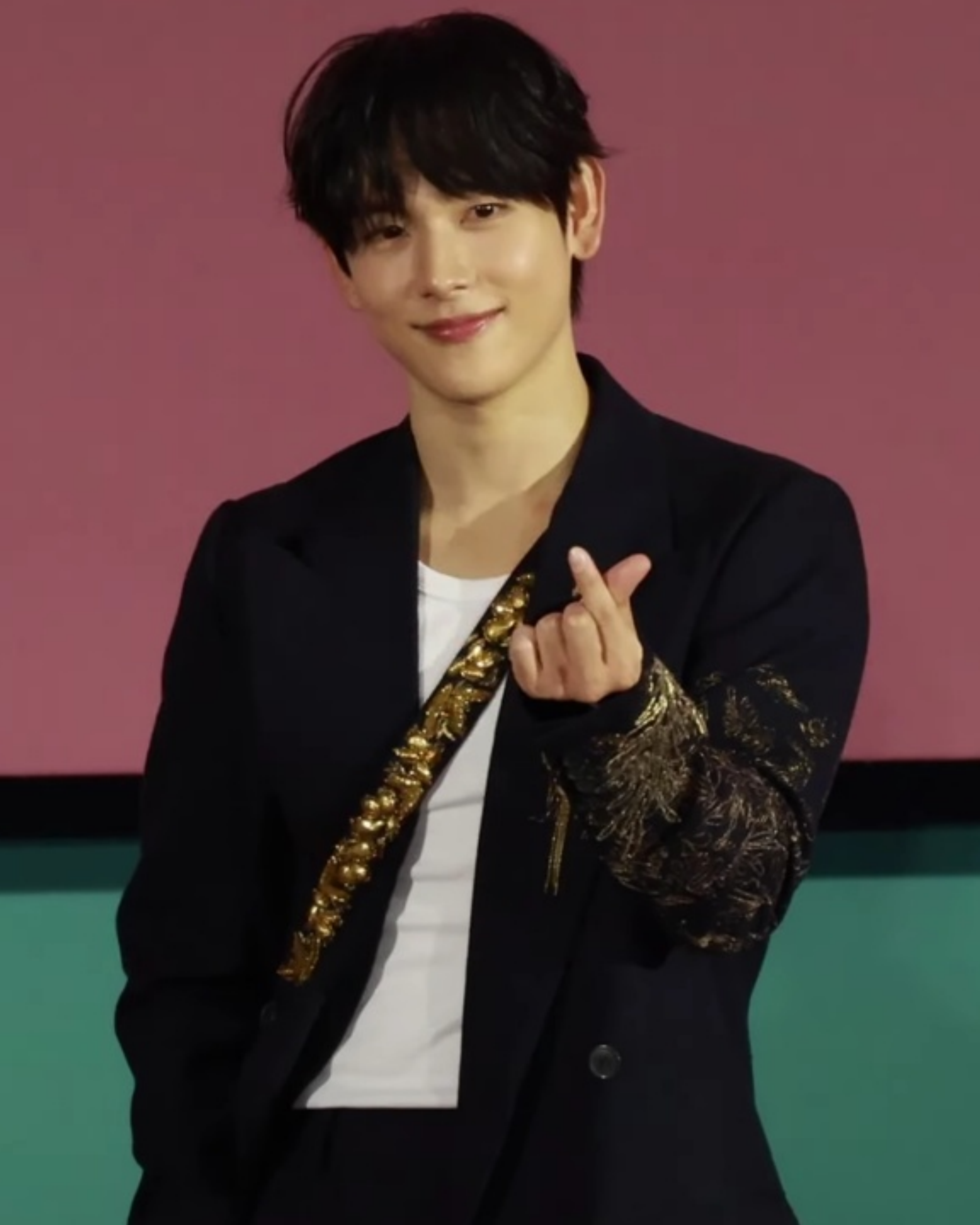
任時完2024年12月9日出席Netflix劇集《魷魚遊戲2》的國際發布會

- 2025年參演Netflix全球熱門劇集《魷魚遊戲2》、《魷魚遊戲3》，個人IG因此一口氣漲粉100萬也提升了國際知名度[72]。

## 影視作品

### 劇集
| 年份 | 播放平台     | 劇名                     | 角色             | 合作藝人                       | 備註     | 參     |
| ---- | ------------ | ------------------------ | ---------------- | ------------------------------ | -------- | ------ |
| 2010 | SBS          | 《檢察官公主》           | 俱樂部男子       | 金素妍、朴施厚                 | 客串     | [ 73 ] |
| 2010 | KBS          | 《嫁給我吧》             | 歌手             | 李鐘赫、金志映                 | 客串     | [ 73 ] |
| 2010 | MBC          | 《Gloria》               | 歌手             | 裴斗娜、李天熙                 | 客串     | [ 74 ] |
| 2012 | MBC          | 《擁抱太陽的月亮》       | 許炎             | 呂珍九、金裕貞、金所泫         | 少年時期 | [ 75 ] |
| 2012 | KBS          | 《赤道的男人》           | 李張逸           | 李玹雨、景收真、朴世榮         | 少年時期 | [ 76 ] |
| 2012 | MBC          | 《Stand By》             | 任時完           | 柳鎮、河錫辰、庭沼珉           | 配角     | [ 77 ] |
| 2012 | tvN          | 《請回答1997》           | 鄭錫元           | 鄭恩地                         | 客串     | [ 78 ] |
| 2013 | KBS          | 《一絲的純情》           | 鄭雨盛           | 韓昇延                         | 少年時期 | [ 79 ] |
| 2013 | KBS          | 《期待戀愛》             | 鄭進國           | 金智媛、寶兒、崔丹尼爾         | 主演     | [ 80 ] |
| 2014 | MBC          | 《Triangle》             | 張東宇／尹良河   | 李凡秀、金在中、白珍熙         | 主演     | [ 37 ] |
| 2014 | tvN          | 《未生》                 | 張克萊           | 李聖旻、姜素拉、姜河那、卞約漢 | 主演     | [ 81 ] |
| 2016 | 騰訊視頻     | 《撿來的貓男》           | 陳莫             | 金明洙、蔡秀彬                 | 主演     | [ 82 ] |
| 2017 | MBC          | 《王在相愛》             | 王謜             | 潤娥、洪宗玄                   | 主演     | [ 83 ] |
| 2019 | OCN          | 《他人即地獄》           | 尹鍾宇           | 李棟旭、李姃垠、李賢旭         | 主演     | [ 48 ] |
| 2020 | JTBC         | 《Run On》               | 奇善謙           | 申世景、崔秀英、姜泰伍         | 主演     | [ 84 ] |
| 2022 | MBC          | 《Tracer》               | 黃東柱           | 高我星、孫賢周、朴埇佑         | 主演     | [ 85 ] |
| 2022 | JTBC         | 《三十九》               | 任時完           | 孫藝真、田美都、 金芝贤        | 特別出演 | [ 86 ] |
| 2022 | ENA          | 《夏日大罷工》           | 安大範           | 金雪炫、申銀秀、朴藝瑛         | 主演     | [ 87 ] |
| 2023 | tvN          | 《Missing：他們存在過2》 | 旋轉木馬前的男人 | 高洙、許峻豪                   | 特別出演 | [ 88 ] |
| 2023 | Coupang Play | 《少年時代》             | 鄭秉泰           | 李先彬、李施優、姜惠元         | 主演     | [ 89 ] |
| 2024 | Netflix      | 《魷魚遊戲2》            | 李名器（#333）   | 李政宰、李炳憲、曹柔理         | 主演     | [ 90 ] |
| 2025 | Netflix      | 《魷魚遊戲3》            | 李名器（#333）   | 李政宰、李炳憲、曹柔理         | 主演     | [ 91 ] |

### 電影
| 年份 | 片名                       | 角色                   | 合作藝人                         | 備註               | 參      |
| ---- | -------------------------- | ---------------------- | -------------------------------- | ------------------ | ------- |
| 2011 | 《Ronin Pop》              | 李                     | ZE:A全體                         | 日本電影           | [ 92 ]  |
| 2013 | 《未生：Prequel》          | 張克萊                 | 林玄植                           | Daum手機移動微電影 | [ 93 ]  |
| 2013 | 《正義辯護人》             | 朴鎮宇                 | 宋康昊、郭度沅、金姈愛、吳達庶等 | 配角               | [ 94 ]  |
| 2014 | 《里約大冒險2》            | 藍金剛鸚鵡 Blu（阿藍） | Sunny、柳承龍                    | 動畫電影配音       | [ 36 ]  |
| 2016 | 《想念哥哥》               | 韓相烈                 | 高我星、李熙俊                   | 主演               | [ 95 ]  |
| 2017 | 《One Line》               | 李旻載                 | 晉久、朴秉恩                     | 主演               | [ 96 ]  |
| 2017 | 《不汗黨：壞傢伙們的世界》 | 趙賢洙                 | 薛耿求、金希沅、李璟榮           | 主演               | [ 97 ]  |
| 2022 | 《非常宣言》               | 柳振碩                 | 宋康昊、李炳憲、全道嬿、金南佶   | 主演               | [ 57 ]  |
| 2023 | 《原本以為只是手機掉了》   | 吴俊榮                 | 千玗嬉、金希沅                   | 主演               | [ 98 ]  |
| 2023 | 《絕對味覺情人》           | 年輕情侶               | 高我星                           | 特別出演           | [ 99 ]  |
| 2023 | 《1947波士顿》             | 徐润福                 | 河正宇、裴晟佑、金相浩           | 主演               | [ 100 ] |
| 2025 | 《Mantis》                 | 韓蔚（螳螂）           | 朴圭瑛、趙祐鎮                   | 主演               | [ 101 ] |

### 音樂劇
| 年份 | 劇名                 | 角色   | 合作藝人       | 參     |
| ---- | -------------------- | ------ | -------------- | ------ |
| 2012 | 《約瑟夫的神奇彩衣》 | 約瑟夫 | 宋昌義、曹成模 | [ 28 ] |

### MV
| 年份 | 歌曲            | 歌手             | 合作藝人     | 專輯名稱            | 參      |
| ---- | --------------- | ---------------- | ------------ | ------------------- | ------- |
| 2012 | 〈Secret Love〉 | 具荷拉           | 具荷拉       | 《KARA Collection》 | [ 102 ] |
| 2012 | 〈眼淚滴落〉    | Zia              |              | 《一年》            | [ 103 ] |
| 2012 | 〈一年〉        | Zia              | 方容國、Baro | 《一年》            | [ 104 ] |
| 2014 | 〈心臟說〉      | SoReal           | 盧幸荷       | 《So Real Story》   | [ 105 ] |
| 2014 | 〈口哨〉        | Acoustic Collabo | 尹昇娥       | 《I Do》            | [ 106 ] |

## 綜藝節目
| 年份 | 播放平台   | 節目名稱                          | 集數                     | 共同出演                                           | 參              |
| ---- | ---------- | --------------------------------- | ------------------------ | -------------------------------------------------- | --------------- |
| 2009 | Mnet       | 《帝國之子》第一季                | 全12集                   | ZE:A                                               | [ 107 ] [ 108 ] |
| 2009 | Mnet       | 《帝國之子》第二季                | 全6集                    | ZE:A                                               | [ 109 ] [ 110 ] |
| 2010 | KBS        | 《Joy Idol League》               | 1至8集                   | ZE:A                                               | [ 111 ]         |
| 2012 | KBS2       | 《自由宣言星期六—家族的誕生》     | 第17至21集加入為固定成員 | 泫雅、G.NA                                         | [ 112 ]         |
| 2013 | MNET JAPAN | 《明星帝國的STAR CAMP》           | 全12集                   | ZE:A                                               | [ 113 ]         |
| 2014 | SBS        | 《叢林的法則—密克羅尼西亞聯邦篇》 | 第94至99集（第三季11回） | 金炳萬、柳潭、朴正哲、燦烈、吳鐘赫、芮智媛、林元熙 | [ 114 ]         |
| 2015 | tvN        | 《現場脫口秀Taxi—2015新年特輯》   | 全2集                    | 《未生》主演群                                     | [ 115 ]         |
| 2021 | tvN        | 《帶輪子的家2》                   | 全11集                   | 成東鎰、金希沅                                     | [ 51 ]          |
| 2023 | JTBC       | 《演員旅行中》                    | 全2集（OTT為6集）        | 丁海寅                                             | [ 116 ]         |

## 主持
| 年份 | 節目名稱               | 合作藝人       | 參      |
| ---- | ---------------------- | -------------- | ------- |
| 2012 | 《2012 Dream Concert》 | 玉澤演、韓昇延 | [ 117 ] |
| 2012 | SBS《K-POP超級演唱會》 | 趙權、UIE      | [ 118 ] |
| 2016 | 《KCON 2016 New York》 | 朴寶英         | [ 119 ] |

## 音樂作品

### 個人單曲
| 年份 | 日期     | 歌名                                 | 專輯                              | 備註                                                 |
| ---- | -------- | ------------------------------------ | --------------------------------- | ---------------------------------------------------- |
| 2014 | 12月12日 | 可是...所以...（그래도...그래서...） | 《未生》OST Part.5                | 時完首次詞曲創作作品                                 |
| 2016 | 1月21日  | 想念哥哥（오빠생각）                 | 《記憶中的美好歌聲》OST           | 時完詞曲創作作品                                     |
| 2017 | 8月8日   | 我的心情是（내 마음은）              | 《王在相愛》OST Part.4            | [ 122 ]                                              |
| 2017 | 10月9日  | 째깍째깍（TICK-TOCK TICK-TOCK）      | 《째깍째깍》                      | 與城市札卡巴的趙賢雅合唱，作為入伍前送給粉絲的禮物。 |
| 2021 | 1月27日  | 我和你（나 그리고 너）               | 《Run On》OST Part.12             | 時完親自參與作詞                                     |
| 2022 | 1月28日  | Fire                                 | 《Tracer》OST Part.5              | [ 125 ]                                              |
| 2023 | 6月16日  | 放風𥬁（연날리기）                   | 李燦赫Video Project專輯《雨傘》03 | [ 126 ]                                              |
| 2023 | 9月21日  | Win For You                          | 2024釜山世界乒乓球锦标赛主題曲    | 與aespa成員Winter合唱                                |
| 2023 | 12月23日 | Take Me Home（테이크 미 홈）         | 《少年時代》OST Part.4            | [ 128 ]                                              |

## 公益慈善
任時完對世界各地的災難救援總是不餘遺力，包括於2022年3月4日在烏克蘭民宿預定一個月的房間免費供給因俄烏戰爭而流離失所的難民入住；2025年3月與7月透過希望橋全國災害救護合會分別捐贈3千萬韓元及5千萬韓元以支援受災民眾，且自2019年江原道森林大火開始所累計的捐款金額已達2億韓元，大多用於災後家庭的長期照顧以及弱勢團體的冬季取暖補助；2025年3月31日則透過聯合國兒童基金會捐款3千萬韓元，向因2025年緬甸地震而受災的緬甸兒童們提供日常生活與保護安置的救援。
此外，任時完非常熱衷於跑步，將作品《Run On》、《沒有國家的冠軍》中角色所具備的專業跑者資質繼續延伸於日常生活。不僅加入擁有Sean、李施昤、尹世雅、朴寶劍、崔始源等跑友的「無名小卒」（UNKNOWN CREW·이름 없는 모임）跑團，更一起與跑團通過各項馬拉松賽事進行慈善活動，包括幫助建造第一間漸凍人症的醫院、贊助改善獨立有功人士後代的居住環境，以及參與致力兒童福利的綠色蝴蝶結希望慶典。

## 公演活動
| 年份                                                           | 日期    | 城市               | 地點                     |
| 任時完首場粉絲見面會《2015 Asia Tour Fan Meeting-HELLO》       |         |                    |                          |
| 2015                                                           | 3月7日  | 日本東京           | AiiA Theater Tokyo       |
| 2015                                                           | 3月21日 | 首爾               | 奧林匹克公園奧林匹克大廳 |
| 2015                                                           | 3月22日 | 首爾               | 奧林匹克公園奧林匹克大廳 |
| 2015                                                           | 3月28日 | 香港               | 九龍灣國際展貿中心展貿廳 |
| 2015                                                           | 4月18日 | 中华人民共和国廣州 | 廣州中山紀念堂           |
| 2015                                                           | 5月2日  | 臺灣台北           | 臺北科技大學中正廳       |
| 2015                                                           | 5月23日 | 中华人民共和国上海 | 淺水灣文化藝術中心       |
| 任時完2019粉絲見面會《2019 任時完 Fan Meeting - Close to You》 |         |                    |                          |
| 2019                                                           | 9月7日  | 首爾               | 白浪藝術中心             |
| 任時完2021線上粉絲見面會《2021春日散步with任時完》             |         |                    |                          |
| 2021                                                           | 3月14日 | 首爾               | Naver V Live             |
| 任時完2023粉絲見面演唱會《WHY I AM》                           |         |                    |                          |
| 2023                                                           | 2月2日  | 日本東京           | Hulic Hall               |
| 2023                                                           | 2月3日  | 日本東京           | Hulic Hall               |
| 2023                                                           | 2月11日 | 首爾               | Blue Square              |

## 形象推廣

### 廣告代言
任時完最初與ZE:A全體共同代言食品廣告居多，比如2010年的Mom's Touch 炸雞、YOYO 水果QQ糖以及2015年的樂天 Crunky巧克力。個人代言則遍布飲食與生活用品、電信與金融保險產業、娛樂、智能家電、企業形象、公寓住宅等。
2010年至2020年包括：保養品SKIN FOOD（與李珉廷）、三星手機Wave3（以短片模式與IU、黃光熙共同拍攝）、Seoul Milk低脂乳酸飲料、保養品Heynature（與尹昇娥一同拍攝品牌微電影）、休閒服裝WHOLE HAUSS、校服SKOOLOOKS（與A Pink）、SK電信《百年的信》：《未生》張克萊篇、大眾汽車《The New Jetta》、Double A影印紙（與金大明）、Hite啤酒（與卞耀漢）、購物商城CJ Mall（與李聖旻）、三星火災海上保險（與姜素拉、金大明、卞耀漢）、戶外服裝M-LIMITED（與A Pink鄭恩地、孫娜恩）、時尚品牌Hazzys Accessories、休閒服裝HOLL HAUS、Sulbing雪冰甜點咖啡廳（親自演唱廣告歌曲）、樂天七星汽水、柳家辣炒雞排（유가네）韓國及亞洲區代言人、眼鏡品牌Glass Story。
2021年至今，包括有：NH農協銀行、天使遊戲《神之塔M：偉大的旅程》、二手手機交易平臺MINTIT、韓國廣東製藥ON the GREEN飲料、H'ar防脫育髮精華液、Narwal Freo X Ultra智慧型掃地機器人（該品牌首位廣告代言人）、農心白山水
、公寓住宅品牌EFETE、Hy養樂多與蔬果飲（與金善映）、CJ第一製糖Hetbahn即食白米飯、KB資產管理ETF產品代言人、東亞製藥解酒劑、保健食品品牌RealMediOn、擁有25年歷史的韓國第一代涮涮鍋品牌菜鮮堂。
其中在2023年成為Kolmar集團首位企業廣告模特兒，更以音樂劇的方式拍攝應援MV《You Are So Special》。

### 宣傳大使
- 2010年：臺灣觀光大使 ( ZE:A全體 ) [184]
- 2012年：韓國觀光公社觀光大使[185]、TISSOT官方形象大使[186]、Preta Porter釜山大使[187]、又松情報大學學生大使[188]
- 2013年：京畿道青年大使[189]
- 2014年：韓國貿易協會貿易大使 ( 與姜素拉 ) [190]
- 2015年：金融委員會FIN-TECH支援中心宣傳大使[191]
- 2023年：2024釜山世界乒乓球錦標賽宣傳大使[192]—與aespa成員Winter一起合唱官方主題曲《Win For You》[127]
- 2024年：Gift-car Heartbeat公益活動大使—由現代汽車與韓國紅十字會合作展開的安全教育[193]

## 獎項榮譽
| 年份 | 頒獎典禮                      | 獎項                        | 作品                       | 結果 | 參      |
| ---- | ----------------------------- | --------------------------- | -------------------------- | ---- | ------- |
| 2012 | 第48屆百想藝術大獎            | 電視部門 男子人氣獎         | 《擁抱太陽的月亮》         | 提名 | [ 194 ] |
| 2012 | 第6屆Mnet 20's Choice Awards  | 上升明星獎                  | 《擁抱太陽的月亮》         | 提名 | [ 195 ] |
| 2012 | MBC演藝大賞                   | 喜劇／情景喜劇類 男子新人獎 | 《Stand By》               | 獲獎 | [ 196 ] |
| 2012 | MBC演技大賞                   | 男子新人獎                  | 《擁抱太陽的月亮》         | 提名 | [ 197 ] |
| 2012 | MBC演技大賞                   | 男子人氣獎                  | 《擁抱太陽的月亮》         | 提名 | [ 198 ] |
| 2013 | 第7屆音樂劇獎                 | 男子新人演員獎              | 《約瑟夫和神奇的綵衣》     | 提名 | [ 199 ] |
| 2014 | 第9屆MAX MOVIE最佳電影賞      | 最佳男配角                  | 《正義辯護人》             | 提名 | [ 200 ] |
| 2014 | 第9屆MAX MOVIE最佳電影賞      | 最佳男新人獎                | 《正義辯護人》             | 獲獎 | [ 201 ] |
| 2014 | 第3屆Marie Claire電影節       | 最佳新演員                  | 《正義辯護人》             | 獲獎 | [ 34 ]  |
| 2014 | 第8屆亞洲電影大獎             | 最佳新演員                  | 《正義辯護人》             | 提名 | [ 202 ] |
| 2014 | 第50屆百想藝術大獎            | 電影部門 男子人氣獎         | 《正義辯護人》             | 提名 | [ 203 ] |
| 2014 | 第50屆百想藝術大獎            | 電影部門 男子新人獎         | 《正義辯護人》             | 提名 | [ 204 ] |
| 2014 | 第50屆百想藝術大獎            | LF時尚之星獎                | 《正義辯護人》             | 獲獎 | [ 204 ] |
| 2014 | 第23屆釜日電影獎              | 新人男演員獎                | 《正義辯護人》             | 提名 | [ 205 ] |
| 2014 | 第51屆大鐘獎                  | 新人男演員獎                | 《正義辯護人》             | 提名 | [ 206 ] |
| 2014 | 第51屆大鐘獎                  | HANA金融明星獎              | 《正義辯護人》             | 獲獎 | [ 207 ] |
| 2014 | 第35屆青龍電影獎              | 新人男演員獎                | 《正義辯護人》             | 提名 | [ 208 ] |
| 2014 | 第35屆青龍電影獎              | 人氣明星獎                  | 《正義辯護人》             | 獲獎 | [ 33 ]  |
| 2014 | 韓國電影演員協會—2014明星之夜 | 人氣明星獎                  | 《正義辯護人》             | 獲獎 | [ 209 ] |
| 2014 | MBC演技大賞                   | 男子新人賞                  | 《Triangle》               | 獲獎 | [ 210 ] |
| 2015 | 第9屆Cable TV放送大賞         | 最優秀演技獎                | 《未生》                   | 獲獎 | [ 211 ] |
| 2015 | 第10屆亞洲模特兒大獎          | 亞洲特別獎                  | 《未生》                   | 獲獎 | [ 212 ] |
| 2015 | 第51屆百想藝術大獎            | 電視部門 男子新人演技獎     | 《未生》                   | 獲獎 | [ 213 ] |
| 2015 | 第51屆百想藝術大獎            | 電視部門 男子人氣獎         | 《未生》                   | 提名 | [ 214 ] |
| 2015 | 第8屆韓國電視劇節             | 男子最優秀賞                | 《未生》                   | 提名 | [ 215 ] |
| 2015 | 第8屆韓國電視劇節             | 評審委員賞                  | 《未生》                   | 獲獎 | [ 216 ] |
| 2015 | 第4屆APAN Star Awards         | 中篇電視劇 男子優秀演技賞   | 《未生》                   | 獲獎 | [ 217 ] |
| 2015 | 韓國金融委員會                | 特別成就獎                  | 不適用                     | 獲獎 | [ 218 ] |
| 2016 | InStyle Star Icon             | Idol男子演員部門            | 不適用                     | 獲獎 | [ 219 ] |
| 2016 | 第11屆MAX MOVIE最佳電影賞     | 新星獎                      | 不適用                     | 獲獎 | [ 220 ] |
| 2016 | 第52屆百想藝術大獎            | 電影部門 男子人氣獎         | 《想念哥哥》               | 提名 | [ 221 ] |
| 2016 | tvN10 Awards                  | made in tvN 電視劇男子賞    | 《未生》                   | 提名 | [ 222 ] |
| 2017 | 第3屆首爾網絡電影節           | 最佳男演員獎                | 《撿來的貓男》             | 提名 | [ 223 ] |
| 2017 | 第1屆The Seoul Awards         | 人氣獎                      | 《不汗黨：壞傢伙們的世界》 | 獲獎 | [ 224 ] |
| 2017 | MBC演技大賞                   | 最優秀演技賞 月火劇男子部門 | 《王在相愛》               | 提名 | [ 225 ] |
| 2018 | 第13屆Soompi Awards           | 年度男演員獎                | 《王在相愛》               | 提名 | [ 226 ] |
| 2022 | 第58屆百想藝術大獎            | 電視部門 男子最優秀演技獎   | 《Tracer》                 | 提名 | [ 227 ] |
| 2022 | 第1屆青龍系列大獎             | 男主角賞                    | 《Tracer》                 | 提名 | [ 228 ] |
| 2022 | 第8屆APAN Star Awards         | OTT劇 － 男子最優秀演技獎   | 《Tracer》                 | 提名 | [ 229 ] |
| 2022 | 第4屆亞洲內容大獎             | 最佳男演員                  | 《Tracer》                 | 提名 | [ 230 ] |
| 2022 | 第13屆韓國電視劇節            | 男子最優秀賞                | 《Tracer》                 | 提名 | [ 231 ] |
| 2022 | MBC演技大賞                   | 迷你劇部門 男子最優秀演技獎 | 《Tracer》                 | 提名 | [ 232 ] |
| 2022 | 第31屆釜日電影獎              | 最佳男配角                  | 《非常宣言》               | 獲獎 | [ 233 ] |
| 2022 | 第58屆大鐘獎                  | 最佳男配角                  | 《非常宣言》               | 提名 | [ 234 ] |
| 2022 | 第43屆青龍電影獎              | 最佳男配角                  | 《非常宣言》               | 提名 | [ 235 ] |
| 2022 | 第9屆韓國電影製作人協會獎     | 最佳男配角                  | 《非常宣言》               | 獲獎 | [ 236 ] |
| 2023 | 第16屆亞洲電影大獎            | 最佳男配角                  | 《非常宣言》               | 提名 | [ 237 ] |
| 2023 | 第59屆百想藝術大獎            | 電影部門 男子配角賞         | 《非常宣言》               | 提名 | [ 238 ] |
| 2023 | 第32屆釜日電影獎              | 最佳男主角                  | 《原本以為只是手機掉了》   | 提名 | [ 239 ] |
| 2023 | 第14屆韓國大眾文化藝術獎      | 文化體育觀光部長官表彰      | 不適用                     | 獲獎 | [ 240 ] |
| 2023 | 第59屆大鐘賞                  | 最佳男主角                  | 《1947波士顿》             | 提名 | [ 241 ] |
| 2024 | 第22屆韓國導演選擇獎          | 電影部門 最佳男演員         | 《1947波士顿》             | 提名 | [ 242 ] |
| 2024 | 第60屆百想藝術大獎            | 電視部門 男子最優秀演技賞   | 《少年時代》               | 提名 | [ 243 ] |
| 2024 | 第60屆百想藝術大獎            | 男子人氣獎                  | 《少年時代》               | 提名 | [ 66 ]  |
| 2024 | 第3屆青龍系列大獎             | 電視劇部門 男主角賞         | 《少年時代》               | 獲獎 | [ 67 ]  |
| 2024 | 第6屆亞洲內容大獎&全球OTT大獎 | 最佳男主角                  | 《少年時代》               | 提名 | [ 244 ] |
| 2024 | 第15屆韓國電視劇節            | 最優秀男演員獎              | 《少年時代》               | 獲獎 | [ 245 ] |
| 2024 | Marie Claire亞洲明星大賞      | Beyond Cinema獎             | 《少年時代》               | 獲獎 | [ 246 ] |
| 2024 | 第10屆APAN Star Awards        | 中篇連續劇 男子最優秀演技獎 | 《少年時代》               | 提名 | [ 247 ] |

## 外部連結
- 任時完的Instagram帳戶
- 官方网站
- PLUM A&C官方facebook
- PLUM A&C官方Instagram （页面存档备份，存于） 
- PLUM A&C官方YouTube （页面存档备份，存于）
- 任時完的NAVER Cafe
- 任時完在互联网电影资料库（IMDb）上的資料（英文）
- 任時完在NAVER上的资料
- 任時完在Daum上的资料
- 任時完在HanCinema的頁面（英文）